# Kateryna Hornostaj

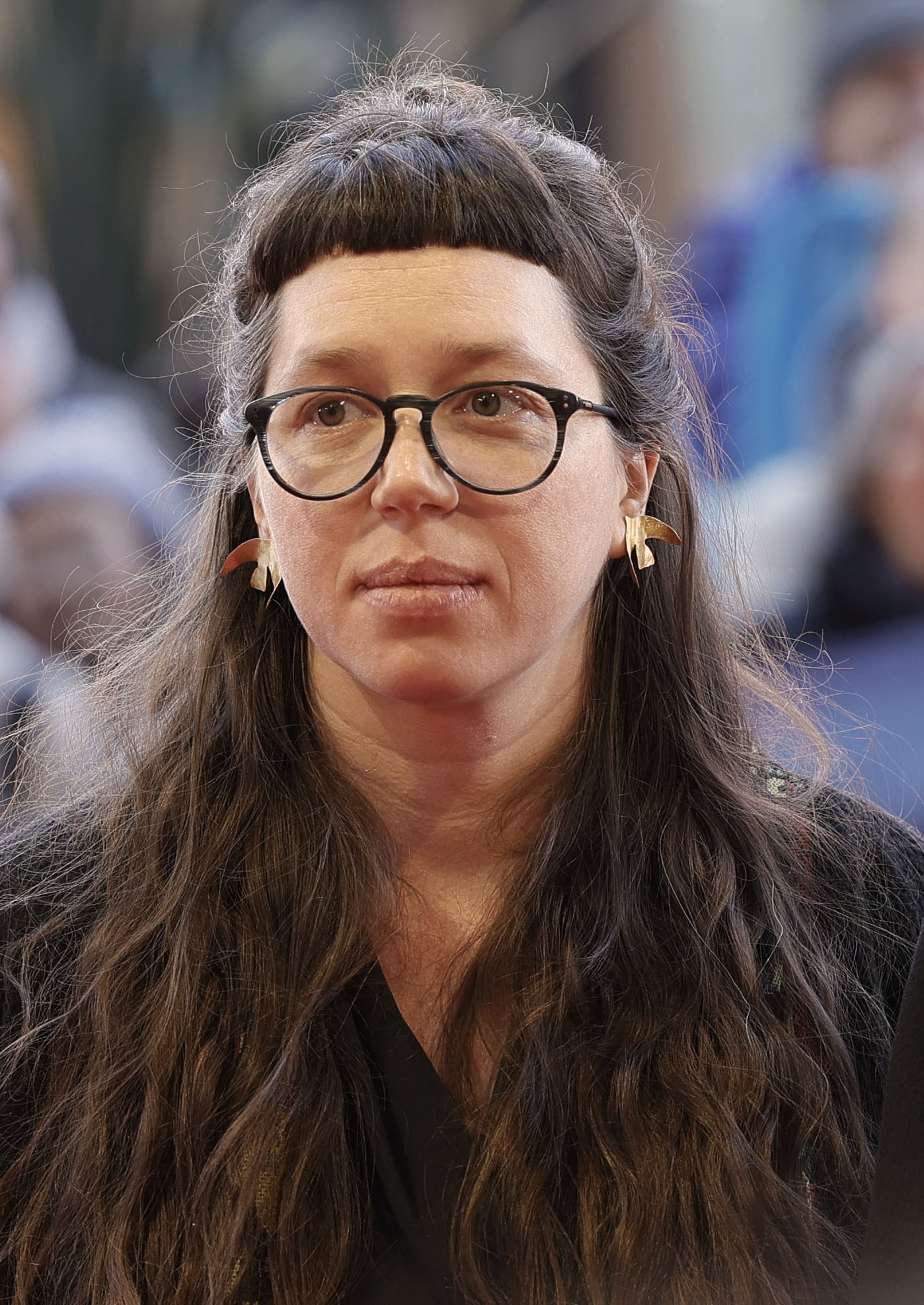
Kateryna Hornostaj auf der Berlinale 2025

Kateryna Pawliwna Hornostaj (ukrainisch Катерина Павлівна Горностай; * 15. März 1989 in Lutzk) ist eine ukrainische Filmregisseurin, Drehbuchautorin und Mitglied der Ukrainischen Filmakademie.

## Leben und Wirken
Kateryna Hornostaj schloss 2010 zunächst ihr Biologie- und 2012 ihr Journalismus-Studium an der Nationalen Universität Kiew-Mohyla-Akademie ab. Nachdem sie von Oktober 2012 bis November 2013 den Dokumentarfilm- und Theaterkurs von Marina Rasbeschkina und Michail Ugarow in Moskau absolviert hatte, kehrte sie nach Kiew zurück.
2013–2014 nahm sie am Euromaidan teil, machte Fotos und Videos, die sie dann für die Filme Euromaidan. Rough Cut und Maidan Everywhere verwendete.
Im Jahr 2021 wurde ihr erster Spielfilm Stop-Earth uraufgeführt, der auf dem Internationalen Filmfestival Odessa als bester ukrainischer Film, für den besten männlichen Darsteller und mit dem Grand-Prix ausgezeichnet wurde. Die Weltpremiere des Films fand auf der 71. Berlinale statt, wo er im Wettbewerb Generation 14plus mit dem Gläsernen Bären für den besten Spielfilm ausgezeichnet wurde.
Der Dokumentarfilm Timestamp (2025) befasst sich damit, wie sich der Ukrainekrieg auf den Schulalltag auswirkt. Die europäische Koproduktion wurde im Februar 2025 im Wettbewerb der 75. Internationalen Filmfestspiele Berlin 2025 uraufgeführt.

## Filmografie (Auswahl)
- 2013: Між нами / Between us
- 2014: Євромайдан. Чорновий монтаж / Euromaidan. Rough Cut
- 2015: Скрізь Майдан / Maidan Everywhere
- 2015: Віддалік / Away
- 2016: Згущьонка / Maidan Everywhere
- 2017: Бузок / Lilac
- 2018: Крокодил / Crocodile
- 2021: Стоп-Земля / Stop-Earth[4][5]
- 2023: П'ятниця, субота, неділя / Friday, Saturday, Sunday
- 2025: Timestamp / Стрічка часу / Strichka chasu (Dokumentarfilm)

## Auszeichnungen (Auswahl)
- 2015: Docudays UA: Andriy-Matrosov-Preis des Organisationskomitees für Maidan Everywhere[6]
- 2015: 8. Wiz-Art Short Film Festival in Lwiw Bester ukrainischer Film für Away
- 2015: 45. Molodist: Skythisches Reh Preis für den besten Film für Away
- 2018: Kyiv International Short Film Festival: Sonderpreis für Lilac
- 2021: Internationale Filmfestspiele Berlin 2021: Gläserner Bär im Wettbewerb Generation 14plus für den besten Spielfilm für Stop-Earth
- 2021: Internationales Filmfestival Odessa: Bester ukrainischer Film 2021, Beste Darstellung und der Grand Prix für Stop-Earth
- 2021: Kinokolo: Bester Spielfilm, Premiere des Jahres, Beste Regie, Beste Schauspielerin und Bestes Drehbuch für Stop-Earth[7]
- 2022: Taras-Schewtschenko-Preis für Stop-Earth